# والیبال قهرمانی زیر ۱۸ سال دختران جهان
والیبال قهرمانی زیر ۱۸ سال دختران جهان (انگلیسی: FIVB Volleyball Girls' U18 World Championship) مسابقات والیبال قهرمانی تیم‌های ملی زیر ۱۸ سال دختران جهان است که هر دو برگزار می‌شود. این رقابت‌ها برای اولین بار در کوریتیبا برزیل در سال ۱۹۸۹ برگزار شد.

## خلاصه نتایج
| سال         | میزبان                            | قهرمان                | نتیجه | نایب قهرمان           | سوم                   | نتیجه | چهارم                 |
| ----------- | --------------------------------- | --------------------- | ----- | --------------------- | --------------------- | ----- | --------------------- |
| ۱۹۸۹ جزئیات | کوریتیبا                          | · اتحاد جماهیر شوروی  | ۲-۳   | · برزیل               | · ژاپن                | ۰-۳   | · کرهٔ جنوبی           |
| ۱۹۹۱ جزئیات | لیسبون                            | · کرهٔ جنوبی           | ۰-۳   | · برزیل               | · اتحاد جماهیر شوروی  | ۱-۳   | · ژاپن                |
| ۱۹۹۳ جزئیات | براتیسلاوا                        | · روسیه               | ۰-۳   | · ژاپن                | · کرهٔ جنوبی           | ۲-۳   | · پرو                 |
| ۱۹۹۵ جزئیات | اورلئان                           | · ژاپن                | ۱-۳   | · روسیه               | · ایتالیا             | ۰-۳   | · برزیل               |
| ۱۹۹۷ جزئیات | چیانگ مای                         | · برزیل               | ۰-۳   | · روسیه               | · ایتالیا             | ۰-۳   | · کرهٔ جنوبی           |
| ۱۹۹۹ جزئیات | فونچال                            | · ژاپن                | ۰-۳   | · برزیل               | · کرهٔ جنوبی           | ۱-۳   | · لهستان              |
| ۲۰۰۱ جزئیات | پولا                              | · چین                 | ۱-۳   | · برزیل               | · لهستان              | ۲-۳   | · ایتالیا             |
| ۲۰۰۳ جزئیات | پیلا                              | · چین                 | ۲-۳   | · ایتالیا             | · برزیل               | ۱-۳   | · ایالات متحده آمریکا |
| ۲۰۰۵ جزئیات | ماکائو                            | · برزیل               | ۰-۳   | · روسیه               | · ایتالیا             | ۲-۳   | · ایالات متحده آمریکا |
| ۲۰۰۷ جزئیات | مخیکالی٬ باخا کالیفرنیا / تیخوانا | · چین                 | ۱-۳   | · ترکیه               | · روسیه               | ۱-۳   | · صربستان             |
| ۲۰۰۹ جزئیات | ناخون راتچاسیما                   | · برزیل               | ۱-۳   | · صربستان             | · بلژیک               | ۲-۳   | · ترکیه               |
| ۲۰۱۱ جزئیات | آنکارا                            | · ترکیه               | ۰-۳   | · چین                 | · صربستان             | ۰-۳   | · لهستان              |
| ۲۰۱۳ جزئیات | ناخون راتچاسیما                   | · چین                 | ۰-۳   | · ایالات متحده آمریکا | · برزیل               | ۰-۳   | · پرو                 |
| ۲۰۱۵ جزئیات | لیما                              | · ایتالیا             | ۰-۳   | · ایالات متحده آمریکا | · چین                 | ۰-۳   | · ترکیه               |
| ۲۰۱۷ جزئیات | روساریو/سانتافه                   | · ایتالیا             | ۱-۳   | · دومینیکن            | · روسیه               | ۱-۳   | · ترکیه               |
| ۲۰۱۹ جزئیات | قاهره                             | · ایالات متحده آمریکا | ۲-۳   | · ایتالیا             | · برزیل               | ۱-۳   | · چین                 |
| ۲۰۲۱ جزئیات | دورانگو (شهر)                     | · روسیه               | ۰-۳   | · ایتالیا             | · ایالات متحده آمریکا | ۱-۳   | · صربستان             |
| ۲۰۲۳ جزئیات | اوسییک/سگد                        |                       |       |                       |                       |       |                       |

## جدول مدال
| رتبه  | کشورها              | طلا | نقره | برنز | مجموع |
| ۱     | چین                 | ۴   | ۱    | ۰    | ۵     |
| ۲     | برزیل               | ۳   | ۴    | ۲    | ۹     |
| ۳     | روسیه               | ۲   | ۳    | ۲    | ۷     |
| ۴     | ژاپن                | ۲   | ۱    | ۱    | ۴     |
| ۵     | ترکیه               | ۱   | ۱    | ۰    | ۲     |
| ۶     | کرهٔ جنوبی           | ۱   | ۰    | ۲    | ۳     |
| ۷     | ایتالیا             | ۰   | ۱    | ۳    | ۴     |
| ۸     | صربستان             | ۰   | ۱    | ۱    | ۲     |
| ۹     | ایالات متحده آمریکا | ۰   | ۱    | ۰    | ۱     |
| ۱۰    | لهستان              | ۰   | ۰    | ۱    | ۱     |
| ۱۰    | بلژیک               | ۰   | ۰    | ۱    | ۱     |
| مجموع | مجموع               | ۱۳  | ۱۳   | ۱۳   | ۳۹    |